# Asplenium melanopodium
Asplenium melanopodium là một loài dương xỉ trong họ Aspleniaceae. Loài này được Mett., Salom. mô tả khoa học đầu tiên năm 1883.
Danh pháp khoa học của loài này chưa được làm sáng tỏ. 